# Wilbur Ware
Wilbur Ware (Chicago, 8 de setembro de 1923 - 9 de setembro de 1979) foi um baixista de jazz estadunidense.
Autoditada, aprendeu a tocar banjo e baixo. Na década de 1940, ele trabalhou com Stuff Smith, Sonny Stitt e Roy Eldridge. Na década de 1950, Ware tocou com Eddie Vinson, Art Blakey e Buddy DeFranco. Ele pode ter trabalhado com o quarteto de Thelonious Monk. Em 1969, Ware tocou com Elvin Jones e Sonny Rollins. Mais tarde mudou-se para Filadélfia, onde morreu de enfisema em 1979.

## Discografia selecionada
- The Chicago Sound (Riverside, 1957)
- Sonny Clark Dial "S" For Sonny (Blue Note, 1957)
- Sonny Rollins A Night At The Village Vanguard, Vols. 1 & 2 (Blue Note 1957)
- Thelonious Monk with John Coltrane (Jazzland/Riverside, 1957)